# Jełbaszy
Jełbaszy (ros. Елбаши) – wieś (sieło) w Rosji, w obwodzie nowosybirskim, w rejonie iskitimskim. W 2021 liczyła 266 mieszkańców.